# Wafa Assurance
Wafa Assurance S.A. (arabisch تأمين الوفاء, DMG Taʾmīn al-Wafāʾ) ist ein marokkanisches Unternehmen im Versicherungsbereich mit Sitz in Casablanca. Seit 2008 ist das Unternehmen führend im Versicherungssektor in Marokko und seit 2014 in der arabischen Welt. Das Unternehmen ist neben Marokko auch in der Elfenbeinküste, Kamerun, Senegal, Tunesien und Ägypten tätig.
Es verkauft Spar-, Altersvorsorge-, Vorsorge- und Gesundheitspolicen für Privatpersonen und Unternehmen. Im Bereich Nicht-Lebensversicherungen ist die Gruppe tätig im Bereich der Kfz-, Arbeitsunfall-, Personenunfall-, Feuer-, See- und Haftpflichtversicherungen.
Die Aktien sind an der Bourse de Casablanca notiert und Teil des Moroccan All Shares Index (MASI). Mehrheitsaktionäre sind der private Investmentfonds Al Mada (ehemals Société Nationale d'Investissement) und die Attijariwafa Bank.

## Geschichte
1972 wird die Versicherung Société Nouvelle d'Assurance (SNA) gegründet. 1973–1980 konsolidiert sich das Unternehmen durch den Erwerb der Versicherungssparten von Saint Paul Fire und Norwich Union. 1980–1988 expandiert die Gruppe in Lebensversicherungen und Unfall-, Kranken- und Invaliditätsversicherungsprodukte. 1989 ändert die SNA ihren Namen in Wafa Assurance. 1998 erfolgt der Börsengang an der Börse von Casablanca und Verkauf von 20 % der Aktien an Kleinbauern. Nach der Gründung der Attijarwafa Bankengruppe infolge der Übernahme der Wafabank-Gruppe durch die Commercial Bank of Morocco wird die Attijariwafa Bank 2003 Mehrheitsaktionär der Wafa Assurance.
2008 steigt Wafa Assurance zur führenden Versicherungsgruppe Marokkos auf. 2011 wird Wafa IMA Assistance Marokko in Partnerschaft mit der französischen Versicherung Inter Mutuelles Assistance gegründet. Der Markteintritt in Tunesien erfolgt 2012 durch die Tochtergesellschaft Attijari Assurance. 2014 erfolgt der Start der Versicherungsaktivitäten im Senegal durch die beiden Tochtergesellschaften Wafa Assurance Vie Sénégal und Wafa Assurance Senegal. Mit der Tochtergesellschaft Wafa Assurance Vie Cameroun erfolgt der Start der Versicherungsaktivitäten in Kamerun im Jahr 2015. Ein Jahr später beginnt der Einstieg in den Versicherungsmarkt der Elfenbeinküste mit den beiden Tochtergesellschaften Wafa Assurance Vie Côte d'Ivoire und Wafa Assurance Côte d'Ivoire. 2019 erfolgt der Markteintritt in Kamerun durch den Erwerb der beiden Versicherungsgesellschaften Pro Assur S.A. und Pro Assur Vie. 2020 beginnt der Eintritt in den ägyptischen Markt durch Gründung der Tochtergesellschaft Wafa Life Insurance Egypt.